# HK Celje
Hokejski klub RST Pellet Celje je slovenski hokejski klub iz Celja, ki je od sezone 1973/74 igral v jugoslovanski ligi. V letih po osamosvojitvi Slovenije je imel močno postavo z željo po osvojitvi naslova, toda leta 1995 je bil zaradi finančnih težav izključen iz lige. Leta 1998 je bil klub ponovno obujen in dalj časa nastopal le v mladinskih ligah. V sezoni 2013/14 je nastopal v ligi INL.
Domače tekme igra v Ledeni dvorani v Mestnem parku. Dvorano so pred leti ogradili z vseh strani in izboljšali ledeno ploskev, prej pa je bila dejansko pokrito drsališče. Dvorana služi tudi za rekreativno drsanje.

## Znani hokejisti
Glej tudi Kategorija:Hokejisti HK Celje.
- Albin Felc
- Nace Filipovič
- Franc Grabler
- Sergejs Povečerovskis
- Igor Rasko
- Ivo Ratej
- Rok Rojšek
- Tomaž Vnuk
- Bojan Zajc
- Robert Žolek